# Кресты (Владимирская область)
Кресты — упразднённый населённый пункт (лесная сторожка) в Гороховецком районе Владимирской области России.

## География
Урочище находится в восточной части области, в зоне хвойно-широколиственных лесов, к востоку от реки Лух, на расстоянии 11 километров (по прямой) к северо-западу от города Гороховец, административного центра района.

### Климат
Климат характеризуется как умеренно континентальный. Средняя температура воздуха самого холодного месяца (января) — −11,2 °C (абсолютный минимум — −45 °С), средняя температура воздуха самого тёплого месяца (июля) — +18,4 °С (абсолютный максимум — +38 °С). Безморозный период длится около 139 дней. Годовое количество атмосферных осадков составляет около 556 мм, из которых 387 мм выпадает в период с апреля по октябрь. Снежный покров держится в среднем около 149 дней.

## История
На момент упразднения лесная сторожка входила в состав Арефинского сельсовета Гороховецкого района. Упразднена решением облисполкома № 689 от 4 июля 1980 года как фактически не существующая.